# Мелато, Марианджела
Марианджела Мелато (итал. Mariangela Melato, 19 сентября 1941, Милан — 11 января 2013[…], Рим) — итальянская актриса.

## Биография
Родилась в Милане в семье полицейского и швеи. С юных лет увлекалась рисованием и была отдана родителями в Академию Брера изучать живопись. В подростковом возрасте стала интересоваться театром и, чтобы оплачивать курсы актёрского мастерства у Эсперии Сперани (ит.), подрабатывала манекенщицей в универмаге «La Rinascente». В 1960 году состоялся её театральный дебют, и к концу десятилетия она уже достигла значительных успехов и признания за свой роли в постановках таких итальянских режиссёров, как Лукино Висконти, Дарио Фо и Лука Ронкони.
В 1970 году актриса впервые появилась на киноэкране в комедии Луиджи Дзампы «Всеобщий протест». 1970-е стали золотым десятилетием в актёрской карьере Мелато: она сыграла в картинах «Рабочий класс идёт в рай» (1971), «Мы назовём его Андреа» (1972), «Мими-металлист, уязвлённый в своей чести» (1972), «Отнесённые необыкновенной судьбой в лазурное море в августе» (1974), «Нада» (1974), «Под каким ты знаком?» (1975), «Дорогой Микеле» (1976) и «Кот» (ит., 1977). За эти годы актриса четыре раза становилась лауреатом премии «Давид ди Донателло» в номинации лучшая актриса и столько же раз премии «Серебряная лента».

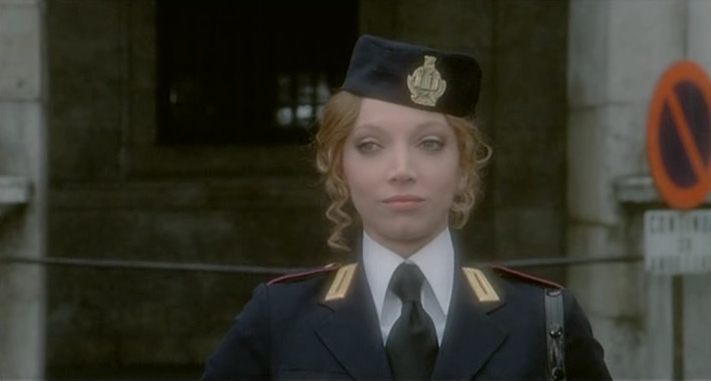
Марианджела Мелато в роли Джованны Аббастанци. Кадр из фильма «Полицейская» (1974)

В начале 1980-х актриса пробовала свои силы в США, но после двух неудавшихся картин «Флэш Гордон» (1980) и «Так здорово» (1981) вернулась на родину, где до конца десятилетия продолжала много сниматься на большом экране. В 1990-е она уже реже снималась в кино, много работая в театре, а также на телевидении.
Марианджела Мелато умерла от рака поджелудочной железы в январе 2013 года в возрасте 71 года.

## Награды
- Давид ди Донателло

1972 — «Специальная премия» («Рабочий класс идет в рай (1971)», «Мими-металлист, уязвленный в своей чести»)
1975 — «Лучшая актриса» («Полицейская»)
1977 — «Лучшая актриса» («Дорогой Микеле»)
1978 — «Лучшая актриса» («Кот»)
1981 — «Лучшая актриса» («Помоги мне мечтать»)
1984 — «Специальная премия»
1986 — «Золотая медаль Рима»
2000 — «Специальная премия»

## Видеозаписи
- Mariangela Melato — La signora del teatro — Интервью актрисы журналисту Родольфо ди Джаммарко на передаче «Тайна актёра» в 2012 году. (итал.)